# Tom Heinsohn
Thomas William Heinsohn (ur. 26 sierpnia 1934 w Jersey City, zm. 10 listopada 2020 w Bostonie) – amerykański koszykarz, skrzydłowy, ośmiokrotny mistrz NBA jako zawodnik i dwukrotny jako trener, wielokrotny uczestnik spotkań gwiazd, debiutant oraz trener roku, członek Basketball Hall of Fame, prezydent Związku Zawodników NBA (1958–1965), komentator sportowy.
Mierzący 201 cm wzrostu koszykarz studiował na College of the Holy Cross. Podczas jednego ze spotkań, 1 marca 1955, w spotkaniu z Boston College zanotował aż 42 zbiorki. Wynik ten jest trzecim najwyższym w historii NCAA.
Do NBA został wybrany w drafcie w 1956 przez Boston Celtics.  W klubie tym spędził całą swoją karierę. W pierwszym sezonie został wybrany debiutantem roku. Ośmiokrotnie zdobywał pierścienie mistrzowskie (1957, 1959–1965). Większą liczbą tytułów mistrzowskich, uzyskanych w trakcie całej kariery, mogą się pochwalić jedynie jego dwaj koledzy z drużyny Bill Russell oraz Sam Jones. Był sześciokrotnie wybierany do udziału w meczu gwiazd.
W latach 1970–1978 był szkoleniowcem Celtics. Pod jego wodzą Celtowie wygrali 427 spotkań, przegrywając 263. W 1973 został wybrany trenerem roku. Za jego kadencji na stanowisku głównego trenera Boston sięgał dwukrotnie po mistrzostwo NBA (1974, 1976). Pracował również jako komentator spotkań Celtics.

## Osiągnięcia
NCAA
- Mistrz turnieju NIT (1954)[4]
- 3-krotnie zaliczany do składu All-New England[4]
- Wybrany do:
  - I składuAll-American (1956)[9]
  - Akademickiej Galerii Sław Koszykówki (2006)[10]
- Uczelnia zastrzegła należący do niego numer 24

NBA
- 8-krotny mistrz NBA (1957, 1959–1965)[2]
- Wicemistrz NBA (1958)[2]
- Debiutant roku NBA (1957)[7]
- 6-krotnie powoływany do udziału w meczu gwiazd NBA (1957, 1961–1965)[3]. Z powodu kontuzji nie wystąpił w 1965 roku[11]
- Uczestnik meczu gwiazd Legend NBA (1984, 1985)[12]
- 4-krotnie wybierany do II składu NBA (1961–1964)[13]
- Klub Boston Celtics zastrzegł należący do niego numer 15[14]
- Członek Koszykarskiej Galerii Sław (Naismith Memorial Basketball Hall Of Fame - 1986)[4]

Trenerskie
- 2-krotny mistrz NBA (1974, 1976)[2]
- Trener Roku NBA (1973)[8]
- Wybrany do Koszykarskiej Galerii Sław im. Jamesa Naismitha (2015)[15]
- Trener drużyny Wschodu podczas meczu gwiazd Legend NBA (1992)[12]